# Casa de las Américas
Het cultuurhuis  Casa de las Américas (Huis van de Amerika’s – d.w.z. Noord-, Zuid en Centraal Amerika en de Caraïben) is een Cubaans cultureel centrum dat deel uitmaakt van het Cubaanse Ministerie van Cultuur. Het centrum werd op 28 april 1959 opgericht te Havana, bij wet nummer 229, kort na de machtsovername van de castristische revolutionairen dus.  De eerste directeur van het instituut was Haydée Santamaría (van 1959 tot haar dood in 1980). Zij was een ‘heldin van de Cubaanse revolutie’, die in 1953 betrokken was bij de revolutionaire overval op de Moncada-Kazerne en een nabije medewerkster van Fidel Castro.  Haar opvolgers  waren Mariano Rodríguez (van 1980 tot 1986, een beroemd schilder, vooral van murales, muurchilderingen), en Roberto Fernández Retamar (1986 tot zijn overlijden in 2019 – een van de bekendste schrijvers van het land). De vierde en huidige directeur is  Abel Prieto, een schrijver die tevens  minister van Cultuur was van 1997 tot 2012. Die directeurs volgden steeds het navelmerk van de Casa:, “anti-imperialistisch” (tegen de dominantie  van de VS), gericht op de eenheid in diversiteit van (Latijns-)Amerika  en dicht bij de Cubaanse regering aanleunend, maar  met een brede en redelijk open kijk op cultuur en letteren.
Het centrum draagt daardoor bij tot het doorbreken, op cultureel gebied, van de boycot die de VS tegen Cuba hebben afgekondigd en is er zeker in geslaagd de linkse en Cubaanse invloed op het culturele leven in heel Latijns-Amerika gedurende decennia  levendig te houden .
Dat doet ze ook vandaag nog, zij het in mindere mate, nu de middelen schaarser zijn geworden door de aanhoudende crisis in de Cubaanse economie (voornamelijk na corona) .
Het  voornaamste werkgebied van de Casa de las Américas is het ontwikkelen van de culturele betrekkingen tussen volken van Latijns-Amerika en het Caraïbisch gebied. Dat gebeurt onder meer door het ondersteunen van wetenschappelijk onderzoek (o.m. via een Centro de Estudios del Caribe- studiecentrum voor het Caraïbische gebied) en het toegankelijk maken van kunst en literatuur voor een breed publiek via concerten, tentoonstellingen, publicaties en festivals.
Toneel: Van 1964 tot 1987 werden zo in Havana de Encuentros Internacionales de Teatristas (Internationale ontmoetingen van toneelkunstenaars) georganiseerd – later onder diverse namen en in meer bescheiden omvang voortgezet.
Plastische kunsten. In de schoot van de Casa ontstond  een belangrijke verzameling “Colección arte de nuestra América (kunstcollectie van Ons Amerika) Haydée Santamaría” – waarvan delen op diverse plaatsen in Havana en daarbuiten tentoongesteld worden. Soms heeft de Casa veilingen georganiseerd ‘voor humanitaire doeleinden’.
Ze verzorgde ook  een digitaal tijdschrift Arteamérica[i].
Muziek. De Casa organiseert tal van concerten, conferenties en workshops om de Latijns-Amerikaanse en Caraïbische muziek bekend te maken. Daartoe dient ook het driemaandelijkse Boletín Música en een platenlabel Casa met een verzameling Música de Nuestra América.
De Casa reikt sinds 1979 ook een Musicologieprijs[ii] uit voor nog niet gepubliceerde manuscripten – waaruit ook een hele collectie publicaties is voortgekomen.
Ten slotte wordt sinds 2004 een compositiewedstrijd uitgeschreven.[iii]
Ook is het een van de meest vooraanstaande uitgevers, onder meer door het sinds 1960 verschijnende breed-culturele tijdschrift Casa de las Américas.
Onder de vele andere publicaties: Een vertaling van Anton de Koms “Wij, Slaven van Suriname[iv].
Het instituut betrekt een prachtig art-decogebouw in de wijk Vedado in  Havana, waar onder meer haar bibliotheek ”José Antonio Echeverría” is gevestigd met ca 126.000 boeken en 136.000 afleveringen van culturele tijdschriften m.b.t. de tweede helft van de twintigste eeuw (en de huidige).
De Literatuurprijs Premios Casa de las America
De  Casa de las Américasprijsv wordt beschouwd als een van de belangrijkste literaire prijzen van het continent.  De prijs kan betrekking hebben op zowat alle literaire genres, maar met een speciale focus op testimonio of getuigenisliteratuur – zeg maar antikoloniale en links geëngageerde egodocumenten. Oorspronkelijk strikt Spaanstalig, komen sinds 1964 ook Portugeestalige auteurs in aanmerking en later ook Franstalige en nu en dan Engelstalige (uit het Caraïbische gebied); ook inheemse talen vallen sinds 1994 onder het doelgebied. De jury wordt meestal internationaal samengesteld, bij voorkeur uit winnaars van voorgaande edities.
Gaandeweg werden vooral jonge auteurs bekroond, die aan de Casaprijs vaak een deel van hun bekendheid danken.
Daarnaast worden sinds 2000 ook jaarlijks drie ‘ereprijzen’ uitgereikt, eerder als oeuvreprijs of om een ‘hedendaagse klassieker’ te bekronen. Dat zijn: de José Lezama Lima poëzieprijs, de José María Arguedasprijs voor verhalend proza en de Ezequiel Martínez Estradaprijs voor essayistisch werk.
Belangrijke internationale erkenning
In 2004 werd Casa de las Américas onderscheiden met de Internationale Simón Bolívar-prijs van de UNESCOvi een prijs die het doel heeft activiteiten van buitengewone verdienste te belonen die in de geest staan van de Latijns-Amerikaanse vrijheidsstrijder Simón Bolívar[i].
In 2017 kreeg Casa de las Américas de achtjaarlijkse UNESCO-UNAMprijs (UNAM is de belangrijkste Mexicaanse universiteit, Universidad Nacional Autónoma de México) “Jaime Torres Bodet” voor haar bijdrage aan de kennismaatschappij en de bevordering van kunst en de interculturele dialoog in Latijns-Amerika[vii]
Dit artikel is in hoofdzaak gebaseerd op de hierna genoemde Spaanse Wikipedia-pagina’s en op www.ecured.cu, trefwoorden Casa de las Américas, Premio literario Casa de las Américas , Premio de Poesía José Lezama lima (alle 3 op 22/9/2024). 
-------------
[i] Op 22/9/2024 niet meer op het internet te vinden. 
[ii] Zie www.ecured.cu onder Premio de musicologia Casa de las Américas
[iii] Zie de Spaanse Wikipediapagina Premio de composición Casa de las Américas
[iv] Nosotros esclavos de Surinam. Anton de Kom. La Habana: Casa de las Americas, 1981. Coleccion Nuestros paises. Serie Estudios
[v] Zie de Spaanse Wikipedia onder v° Premio Casa de las Américas. Daar vindt men ook alle laureaten sinds 2000. De prijzen 1960-1999 zijn te vinden onder v° Anexo:Ganadores del Premio Casa de las Américas 1960-1999
vi. www.nacion.com/archivo/la-casa-de-americas-de-cuba-recibio-el-premio-simon-bolivar/5BTVDWLAYJCD5JOZU5U3TRJSCA/story/ www.granma.cu/granmad/2004/12/21/cultura/0enterese.html
vii. Asociación Cubana de las Naciones Unidas : www.acnu.org.cu/articulos/casa-de-las-americas-gana-el-premio-unesco-unam-jaime-torres-bodet-2017-en-ciencias.
Entregan el premio UNESCO-UNAM / Jaime Torres Bodet a Casa de las Américas – UNESCO La Habana : http://crespial.org/entregan-el-premio-unesco-unam-jaime-torres-bodet-a-casa-de-las-americas-unesco-la-habana/ (26/1/2018, gelezen 22 september 2024). www.proceso.com.mx/cultura/2018/1/18/otorgan-casa-de-las-americas-de-cuba-el-premio-unesco-unam-jaime-torres-bodet-198460.html (gelezen 22 september 2024.

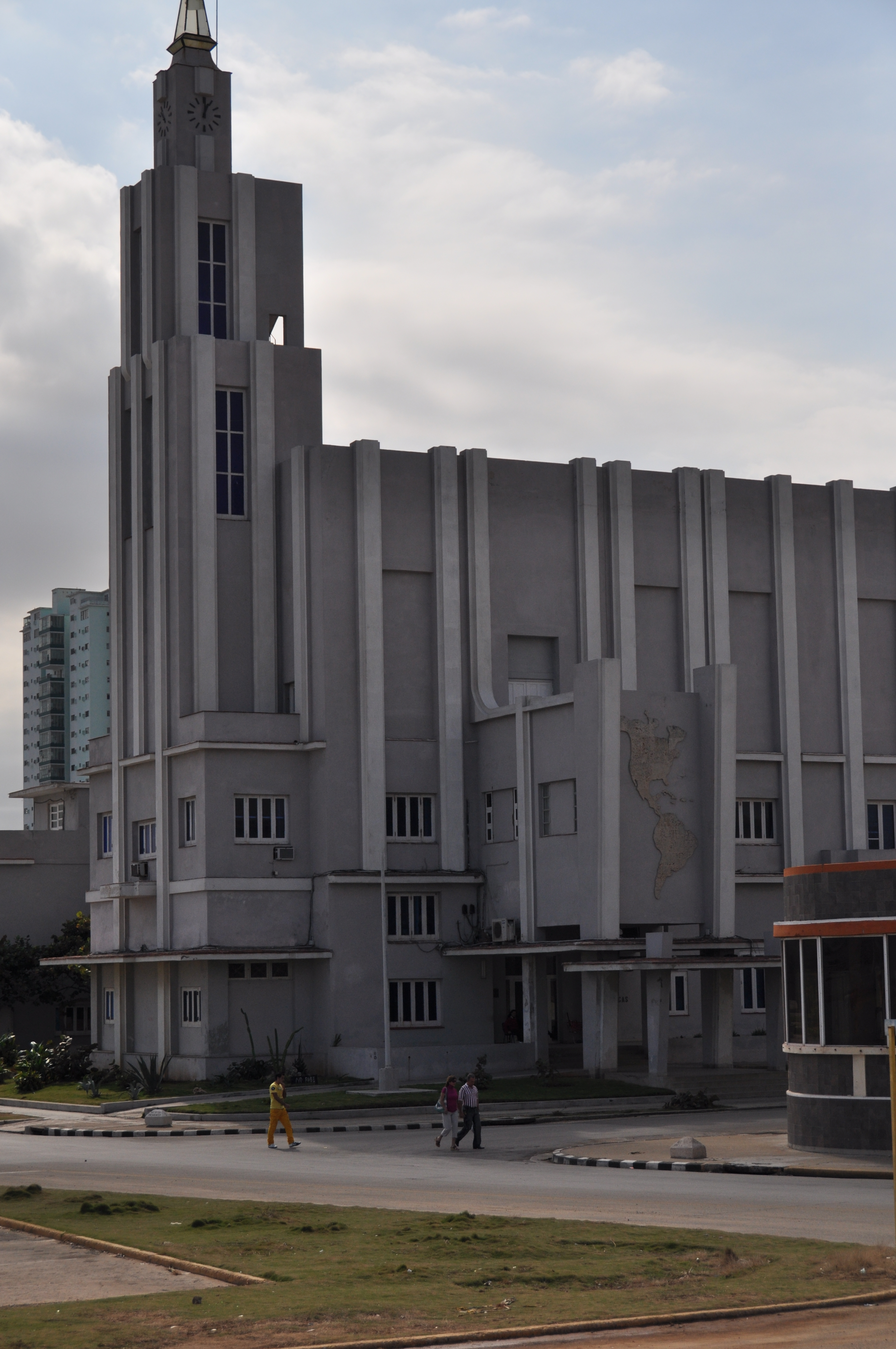
Casa de las Américas te Havanna